# ليز دافنبورت
ليز دافنبورت (بالإنجليزية: Liz Davenport)‏ هي مصممة أزياء أسترالية، ولدت في 12 أبريل 1945.